# 中国疫苗百年纪实
《中国疫苗百年纪实》是由军旅作家、解放军报社原副总编江永红撰写的纪实文学作品。作品以生物制剂疫苗为切入点，以1919年北洋政府设立中央防疫处为开端，展现了两岸四地百年来抗击传染病的历程，具有史话性质。该书由人民出版社出版，原计划于2020年2月底发行纸质版，但遭遇2019冠状病毒病疫情，出版社决定于网络平台先行上线电子版，并免费开放供公众阅读。

## 写作背景及过程
作者江永红係《解放军报》原副总编、第二届范长江新闻奖获得者，作品多次获得全国“五个一工程”奖。2018年，长生疫苗事件发生并在互联网上传播。作为记者，作者产生了新闻的职业敏感，并开始查找相关资料，了解中国大陆的疫苗水平。但作者发现关于疫苗的公开出版物少、网络上的东西可信度低、论文艰涩难懂。1919年由北洋政府成立的中央防疫处是中国生物技术股份有限公司的前身，2019年恰逢中央防疫处成立100周年，中国生物正在筹备百年庆祝活动。该公司党委书记朱京津是军队转业干部，与在解放军报社工作的作者“有点神交”，到报社给作者简要介绍了有关情况。两岸四地疫苗已经走过百年历程，但相关介绍少且零散，也没有纪实题材的相关书籍。于是，作者决心写一部“中国百年疫苗的书”。
写作前，作者曾在一个百余人的微信群内做过调查，群成员都能够写出所知道的一名两岸四地当代名医名字，但写不出一名两岸四地疫苗专家、微生物学家、病毒学家的名字。作者认为，造成这种情况的主要原因是缺少这方面的信息传播——写疫苗科学家的书籍鲜见，而相关的新闻报道较零散。作者在前言中写道：
|  | 从1919年北洋政府成立中央防疫处算起，中国的疫苗和生物制品事业到今天正好100周年了。一代一代的科学家奋战在免疫战线，为人民的健康，为中国人口的繁盛，立下了盖世功勋。毫无疑问，我们应该为他们点赞立传！ |

在全书撰写过程中，中国生物为作者提供了有利条件，将录制整理的老专家口述资料录音、各所属单位所搜集编写的史料等提供给作者作参考，并为作者的采访做了安排布置。此书撰写历时两年，于2019年7月1日完成草稿，8月7日完成初稿，10月5日定稿。

## 出版发行
该书纸质版原计划于2020年2月底出版发行，8月再出版电子书，但因2019冠状病毒病疫情而不得不改变计划。“为增强抗疫决心与信心，升民智、养静气”，人民出版社决定在1月30日提前推出电子书。电子书在学习强国、咪咕阅读、掌阅、亚马逊Kindle及人民出版社读书会等多家数字平台同步上线，免费开放供公众阅读。
2020年5月，人民出版社在懒人听书、喜马拉雅FM等平台推出了本书的朗读版听书节目。2020年12月4日、5日，中国中央电视台科教频道《读书》栏目使用《中国疫苗百年纪实》的内容，分别讲述中国第一支青霉素的制作过程，及汤飞凡的事迹。

## 内容
全书分为上、下两卷，共六编。上卷分为前言《是谁为我们驱走了“瘟神”？》、序章《1910－1911：哈尔滨的鼠疫与伍连德博士》、第一编《萌芽扎根（1919－1949）》、第二编《花开千树（1949－1966）》和第三编《寒梅傲雪（1966－1976）》。下卷分为第四编《冬去春来（1976－1989）》、第五编《新的航程（1989－）》、第六编《百年灼见》及后记。作者以两岸四地近现代史上的重大疫情为主线，以组织抗疫、利用研制疫苗为重点，讲述了两岸四地抗疫史上的主要故事，并通过故事展现了两岸四地的抗疫历程。全书按时间顺序，记叙了1910－1911年東北鼠疫、中国第一支青霉素、察哈尔鼠疫、中国消灭天花、消除脊髓灰质炎、甩掉“乙肝大国”帽子等事件，深入刻画了伍连德、俞树棻、汤飞凡、齐长庆、谢毓晋、王良、顾方舟等疫苗科学家，描绘了一幅“中国疫苗百年全景图”。